# Mathigiri
Mathigiri là một thị xã panchayat của quận Dharmapuri thuộc bang Tamil Nadu, Ấn Độ.

## Nhân khẩu
Theo điều tra dân số năm 2001 của Ấn Độ, Mathigiri có dân số 8049 người. Phái nam chiếm 51% tổng số dân và phái nữ chiếm 49%. Mathigiri có tỷ lệ 71% biết đọc biết viết, cao hơn tỷ lệ trung bình toàn quốc là 59,5%: tỷ lệ cho phái nam là 76%, và tỷ lệ cho phái nữ là 65%. Tại Mathigiri, 14% dân số nhỏ hơn 6 tuổi.